# Robert Hansen (hockeyspiller)
 Der er flere personer med dette navn, se Robert Hansen (flertydig).
Jørgen Robert Viggo Hansen (født 23. marts 1911 i Kalundborg, død 6. august 1991 i Kalundborg) var en dansk hockeyspiller, der deltog på det danske landshold ved OL 1936 i Berlin samt 1948 i London. Robert Hansen spillede for Kalundborg Hockeyklub og opnåede i alt 29 landskampe i perioden 1931-1954.
Ved OL i 1936 blev Danmark delt nummer syv blandt de elleve deltagende hold efter nederlag i indledende runde til Tyskland og uafgjort mod Afghanistan samt nederlag i to placeringskampe mod henholdsvis Schweiz og Japan.
I 1948 blev Danmark nummer 13 og sidst efter tre nederlag og et uafgjort resultat i den indledende pulje; dermed var Danmark elimineret fra turneringen.